# Dialettica

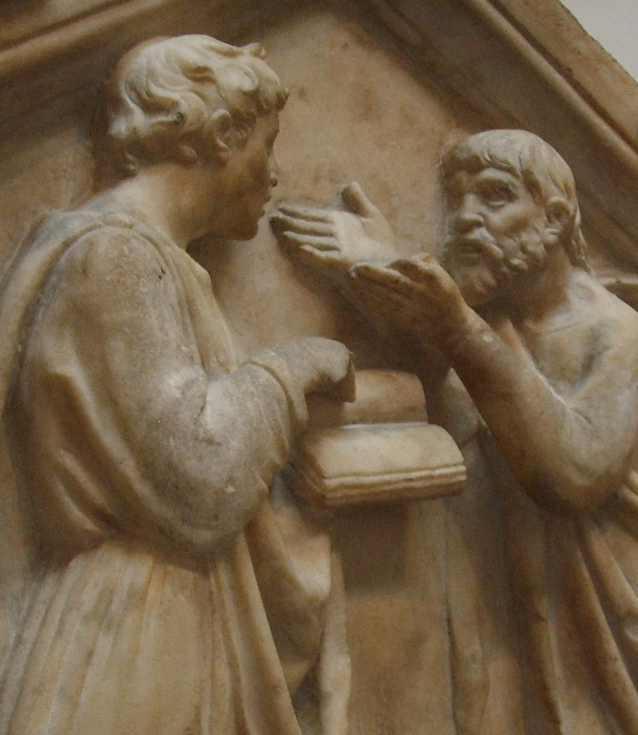
Aristotele e Platone che discutono (dettaglio da un bassorilievo di Luca della Robbia del XV secolo a Firenze)

La dialettica è uno dei principali metodi argomentativi della filosofia. Essa consiste nell'interazione tra due tesi o princìpi contrapposti (simbolicamente rappresentati nei dialoghi platonici da due personaggi reali) ed è usata come strumento di indagine della verità.
L'etimologia deriva dai termini della lingua greca antica dià-legein (cioè «parlare attraverso», ma anche «raccogliere») + tèchne, ovvero "arte" del dialogare, e del riunire insieme.

## Le origini
L'origine di questo metodo nella discussione di tesi filosofiche può essere ritrovato già in Zenone di Elea, il quale, sulle orme di Parmenide, sosteneva la tesi dell'immutabilità dell'Essere confutando le antitesi degli avversari tramite una dimostrazione per assurdo. Egli usava cioè la dialettica quale strumento di contrasto che approda indirettamente alla verità sulla base del principio di non contraddizione, ricorrendo ai paradossi.

### Socrate

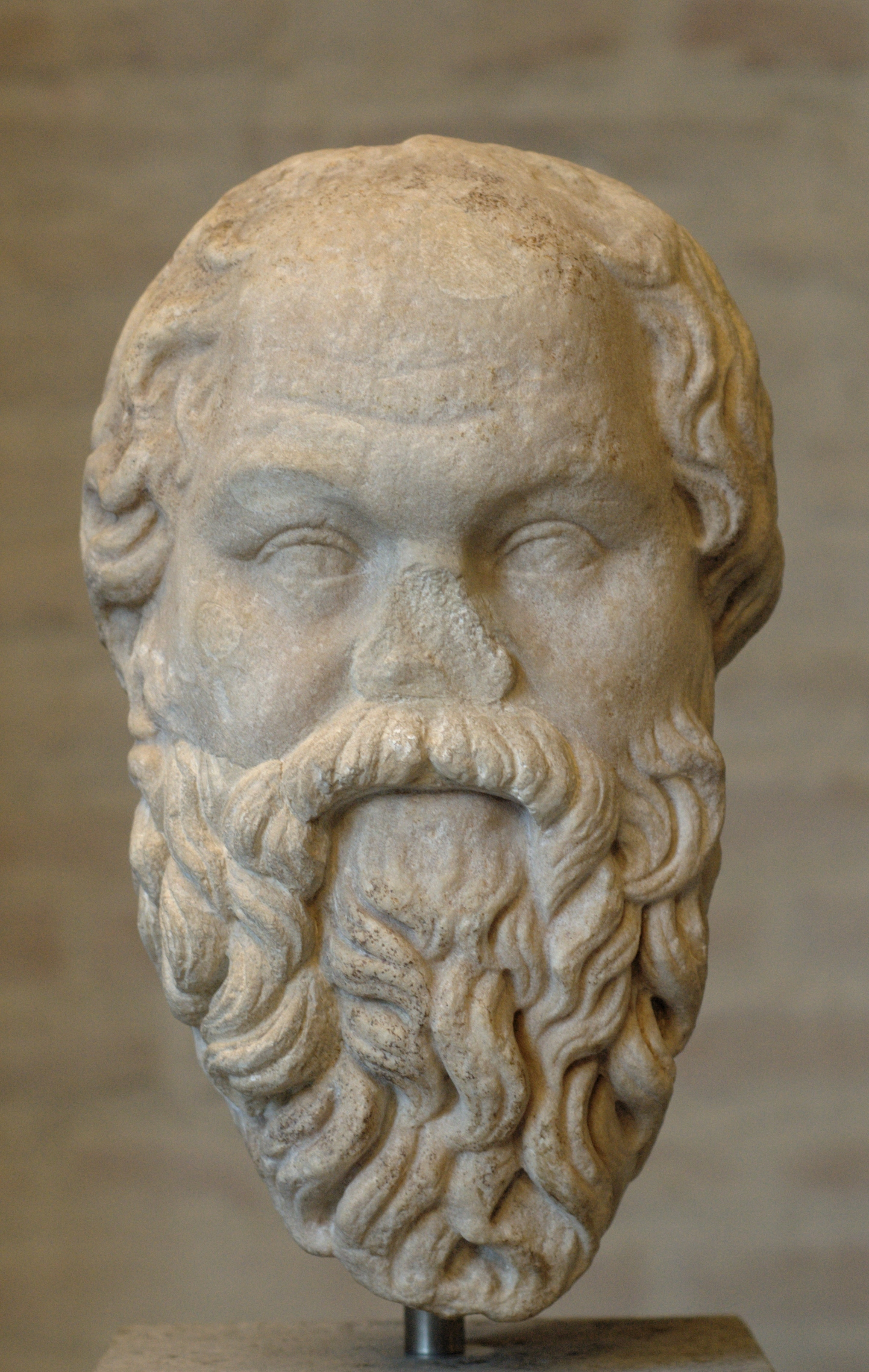
Socrate

Un metodo simile si ritrova nei dialoghi platonici, dove Socrate cerca di trovare le contraddizioni interne nelle tesi dell'interlocutore, scomponendone le enunciazioni e raffrontandole con livelli più elevati del sapere. Il vantaggio iniziale lasciato all'interlocutore più debole è lo strumento dialettico mediante il quale si staglia più luminoso e conclusivo il parere del maestro.
Per esempio, nell'Eutifrone, Socrate chiede ad Eutifrone di dare una definizione di pietà. Eutifrone risponde che pio è ciò che è amato dagli Dei. Socrate gli rinfaccia che gli dei sono litigiosi, e che i loro litigi, come quelli umani, riguardano gli oggetti di amore e odio. Eutifrone ammette che questo è infatti il caso. Perciò, prosegue Socrate, deve esistere almeno un oggetto che è amato da alcuni Dei, ma odiato da altri. Di nuovo Eutifrone assente. Socrate poi conclude che, se la definizione di pietà data da Eutifrone fosse vera, allora dovrebbe esistere almeno un oggetto che è allo stesso tempo sia pio che empio (giacché è amato da alcuni Dei, ma odiato da altri) - il che, ammette Eutifrone, è assurdo.
Questo modo di procedere nel ragionamento, partendo da una tesi e cercando di trovarne le contraddizioni interne, è tipico della dialettica socratica, e si chiama maieutica.

#### I Sofisti
Mentre il proposito di Socrate era una confutazione del falso sapere che implicava un'esigenza di elevazione morale, e di ricerca della verità, per i sofisti la dialettica coincide invece con l'eristica, ovvero l'arte di vincere nelle discussioni, confutando le affermazioni dell'avversario senza riguardo al loro intrinseco valore di verità.

### Platone

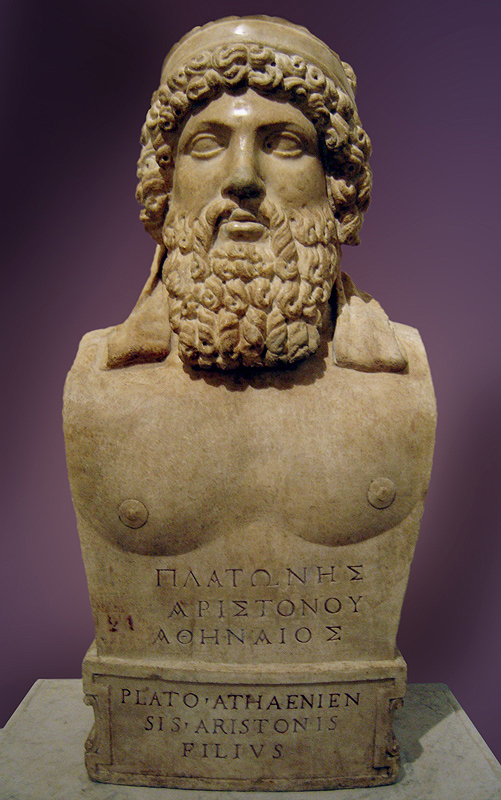
Platone

Platone è generalmente considerato il padre della dialettica. Per Platone, essa è lo strumento per eccellenza della filosofia, essendo la via privilegiata per risalire dal molteplice all'unità dell'Idea, che è l'origine e meta finale della conoscenza.
Platone interpreta socraticamente la dialettica, come riflessione sociale, svolta dal filosofo nel dialogo con altri personaggi; e la identifica con la filosofia stessa intesa come espressione dell'eros, che è il desiderio bramoso del sapere. Il meccanismo dialogico consiste nell'opera maieutica di un conduttore che pilota la discussione, e concede dapprima spazio alla tesi meno probabile per farla poi confutare, lasciando emergere a poco a poco quella giusta e portatrice di verità.
Per comprendere la dialettica, occorre premettere che le idee, secondo Platone, sono strutturate gerarchicamente, da un minimo fino a un massimo di “essere”; nella Repubblica, in cima a tutte sta l'Idea suprema del Bene, mentre nel Sofista le "Idee supreme sono cinque: Essere, Identico, Diverso, Quiete e Movimento. Proprio questa gerarchia permette la conoscenza, perché è il raffronto dialettico tra realtà di diverso livello, tra ciò che sta in alto (essere) e ciò che sta in basso (non essere) a rendere possibile il sapere. Ad esempio bianco e nero rimangono termini contrapposti e molteplici sul piano sensibile; tuttavia, è solo cogliendo questa differenza di termini che si può risalire al loro fondamento e comune denominatore, cioè l'Idea di Colore. Non si può infatti avere coscienza del bianco senza conoscere il nero.
Pur non dando mai una definizione precisa di dialettica, si può dire che per Platone essa è al contempo un processo di "unificazione e moltiplicazione": da un lato la dialettica sale verso l'unità delle idee, dall'altro scende a definire e suddividere il molteplice, secondo un metodo sia diairetico che dicotomico. Si tratta di due procedimenti complementari, che rispecchiano la natura stessa delle Idee che è quella di essere uniche in sé, ma anche di essere collegate tra di loro dando origine alle relazioni esistenti nel molteplice. La dialettica è quindi la ricostruzione logica di questi collegamenti che stanno a fondamento della realtà, ed è perciò la scienza per eccellenza.
Da sottolineare, però, che in Platone le idee rimangono al di sopra della logica dialettica: esse sono accessibili soltanto per via di intellezione (Nóesis, Νόησις). Non sono dimostrabili, né ricavabili dall'esperienza sensibile. Come in Zenone, la dialettica non fa cogliere di per sé la verità, ma consente semmai di procedere alla confutazione degli errori e dei paradossi facendo uso della logica di non contraddizione.

### Aristotele
La dialettica di Aristotele deriva da quella socratica e platonica, ma viene interpretata diversamente. Secondo Aristotele, le premesse su cui i suoi predecessori ragionavano erano principalmente le opinioni, emerse ed analizzate col metodo del dialogo; ed è a tal proposito che egli distingue la dialettica dall'analitica (cioè dalla logica). Mentre quest'ultima studia la deduzione che parte da postulati considerati autoevidenti per giungere a conclusioni logicamente coerenti (dimostrazione), la dialettica ha per oggetto i ragionamenti le cui premesse sono opinioni condivise (endoxa), non certe, ma probabili. La dialettica è perciò una logica del linguaggio non formalizzato, la cui conclusione è necessaria se rispetta il principio di non contraddizione e di identità.

### Lo Stoicismo
Nello stoicismo la dialettica viene identificata nuovamente con la logica, come teoria dei segni che si riferisce alla realtà, agli oggetti significati dalle parole. Essa è «scienza del vero e del falso, e di ciò che non è né vero né falso»: la logica cioè viene intesa non solo in senso deduttivo, ma anche ipotetico, comportando un ampliamento di indagine del sillogismo aristotelico. Respingendo di fatto la distinzione tra premesse vere e premesse probabili, la dialettica diventa così la scienza del discutere rettamente, in conformità alle leggi universali del Lògos. Questo nuovo approccio conduce all'elaborazione di formule complesse, sulla base di un insieme di proposizioni legate tra loro da operatori logici (quali ad esempio «se», «poiché», «e», «oppure»).

## L'eredità di Platone: il neoplatonismo
La dialettica divenne quindi lo strumento filosofico usato dai neoplatonici, i quali ne diedero una definizione più esplicita rispetto a Platone:
(Plotino, Enneadi, I, 3, 4)
La dialettica consente cioè di definire e classificare secondo logica ogni realtà, descrivendola non solo in sé stessa, ma anche in rapporto al suo contrario, cogliendo quella rete organica di relazioni in cui è inserita. L'aspetto logico-razionale della dialettica ha quindi una valenza principalmente negativa, nel senso che permette di risalire alla verità di qualcosa, e in ultima analisi a Dio stesso, tramite la consapevolezza del suo contrario, ossia del negativo: il falso. Fu il metodo proprio della teologia negativa.
(Plotino, Enneadi, ivi)

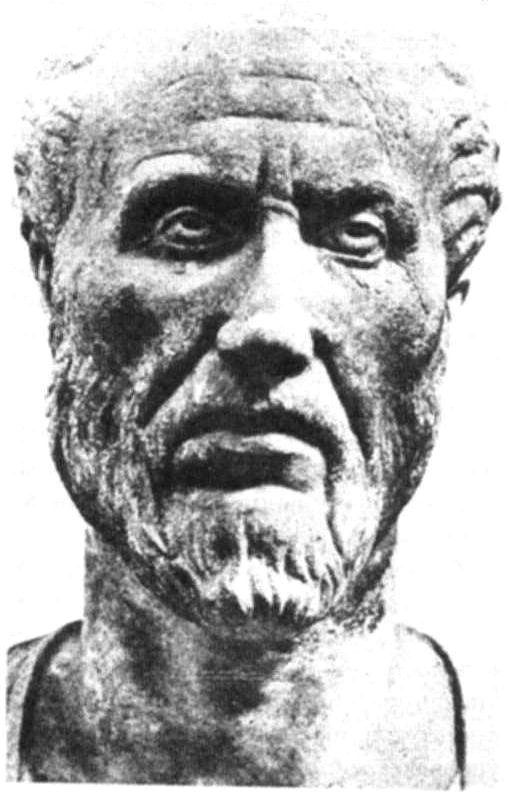
Plotino

Plotino ad esempio per definire il bene lo paragonò alla luce, la quale non è un oggetto, ma si mostra solo in quanto rende visibili gli oggetti: come questa risulta visibile dal contrasto con l'ombra, così l'Uno è intuibile solo tramite il contrasto dialettico col molteplice.
È la polarità del mondo, costituita nell'ottica neoplatonica da due estremità opposte (Uno e molteplice, bene e male, essere e pensiero), che permette di stabilire un rapporto dialettico tra di esse, essendo l'una il negativo dell'altra. In tal modo la verità (assunta come il polo positivo) diventa definibile tramite il suo negativo, ovvero la falsità. Così anche il mondo sensibile e fenomenico, pur antitetico a quello intelligibile, è visto come suo "nunzio", e la materia, nella quale risiede la possibilità del male, non è condannata da Plotino come negatività assoluta; infatti, «il male esiste necessariamente, essendo necessario un contrario al Bene». È proprio tramite lo sviamento e l'errore che è possibile delimitare la verità; ad esempio dell'Uno va detto «quello che Egli non è, ma non diciamo quello che è. Diciamo di Lui partendo dalle cose che sono dopo di lui».
La polarità del mondo scaturisce per Plotino dal fatto che l'Uno stesso si struttura dialetticamente nelle ipostasi via via inferiori (Intelletto e Anima) dando vita all'universo, ma rimanendo trascendente rispetto ad esso. La dialettica dell'Uno ha quindi un carattere produttivo, cioè ontologico, perché genera l'essere e la molteplicità. Ciò nonostante, il Dio plotiniano non perde la sua unità, perché resta al di sopra di tutto: nell'Uno infatti sono presenti in forma unita e indissolubile quegli elementi intelligibili del cosmo che esplicandosi nella realtà materiale giungono poi a separarsi tra loro.
La teologia neoplatonica mirava allora a ricucire, tramite l'uso della dialettica e della logica formale, quell'unità immediata di soggetto e oggetto, spirito e materia, che nel mondo sensibile appariva invece terribilmente frantumata in un dualismo insanabile. Torna in proposito la duplice valenza propria della dialettica platonica, che ha un carattere ora discensivo (dall'Uno alla materia), ora ascensivo (dal molteplice all'estasi), formando un circolo. Come in Platone, tuttavia, la dialettica, pur essendo «la parte preziosa della filosofia», non va esercitata in maniera fine a sé stessa, ma una volta approdata all'intelligibile «conclude la sua attività», abbandonando «a un'altra arte la cosiddetta logica che verte sulle premesse e sui sillogismi» esaminandone solo gli aspetti «necessari antecedenti dell'arte», e tralasciando quelli superflui.
La concezione neoplatonica della dialettica ritornerà in Agostino e nei primi padri della Chiesa, dai quali sarà intesa sia in senso ontologico per spiegare il movimento di processione interno alla Trinità, sia come mezzo razionale umano di elevazione alla Verità, ma che essendo basato sulle parole rimane pur sempre soltanto uno strumento. Tommaso d'Aquino affiancherà alla dialettica il concetto di analogia per chiarire come le relazioni dialettiche che intercorrono in quella scala ascendente che va dagli enti naturali fino a Dio, siano da intendere non in modo meramente logico, ma in chiave appunto analogica, cioè nel senso della similitudine. In seguito Cusano, i filosofi rinascimentali, e la successiva tradizione mistica neoplatonica, insisteranno sul carattere circolare della dialettica, assimilata all'eros, che sale ad unificare gli opposti in Dio, e nuovamente discende espandendosi nella molteplicità.

## La scolastica: dialettica come arte liberale
Un significato diverso, anche se in parte derivato dalle dottrine precedenti, aveva assunto la dialettica nella filosofia medioevale, dove era insegnata e praticata come una delle sette arti liberali in cui si esercitavano i filosofi della scolastica, in particolare come materia letteraria del trivio: essa era intesa alla maniera degli stoici, come scienza del discutere rettamente, e tramite cui gli allievi imparavano le connessioni logiche tra i significanti e i significati. Gli autori presi a modello erano principalmente Aristotele, Cicerone, Seneca, Agostino, e soprattutto Boezio. Col tempo, però, il termine «dialettica» assunse un significato peculiare, come sinonimo di razionalità: dialettici erano detti infatti coloro che accettavano l'uso della ragione come strumento di indagine della verità, o come guida in grado di avviare al sapere rivelato della fede; anti-dialettici erano invece coloro che riconoscevano come unica guida la teologia e i contenuti della fede, slegando queste ultime da qualsiasi criterio logico.

## Kant
Sul finire del Settecento, Kant, nel capitolo sulla Dialettica trascendentale della Critica della ragion pura, dedicò nuovi studi alla dialettica, definendola come la logica dell'apparenza, che ha lo scopo di mettere in luce il carattere illusorio dei giudizi trascendenti - concernenti l'anima, Dio e il mondo in quanto "totalità" - mettendoci in guardia contro l'inganno della ragione, che dà luogo a antinomie e, di conseguenza, all'inganno della totalità, l'illusione con la quale l'uomo tende a superare sul piano della conoscenza il mondo dei fenomeni per raggiungere il noumeno. Ma l'apparenza della dialettica, in quanto trascendentale, è connaturata alla ragione umana e quindi continua a dare l'illusione di essere vera anche quando se ne dimostri la falsità. La dialettica in Kant rappresenta lo studio e la critica di questa illusione naturale ed inevitabile.

## Fichte e Schelling

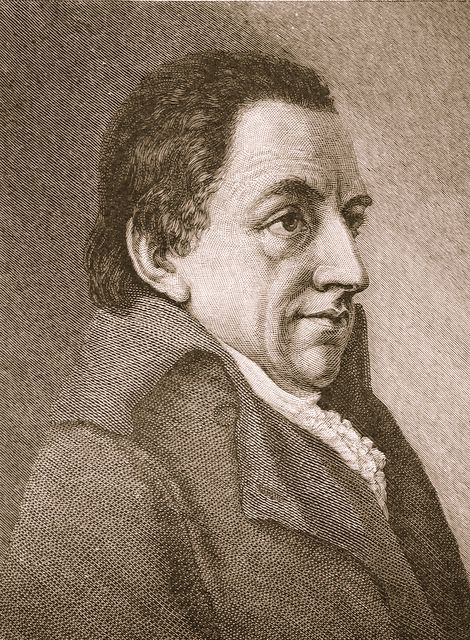
Fichte

La concezione kantiana della dialettica, intesa come esercizio critico di riconoscimento del proprio limite, venne ripresa dagli idealisti Fichte e Schelling, i quali le attribuirono la capacità non solo di riconoscere, ma anche di creare o di porsi un tale limite. La dialettica diventa così lo strumento trascendentale in cui si articola l'attività dell'io, con cui il soggetto da un lato si auto-limita inconsciamente, ma dall'altro si accorge dell'errore insito nel senso comune, che lo portava a scambiare l'apparenza dei fenomeni per la vera realtà. Per Fichte infatti, la dialettica io/non-io ci fa prendere coscienza che il non-io non è una realtà assoluta, ma limitata e relativa all'io.
Come già per i neoplatonici, la dialettica rimane però solo un mezzo, con cui il pensiero mira a ritornare alla propria origine annullandosi. Essa mantiene una valenza critica o negativa, perché non fa cogliere l'Assoluto stesso: se così fosse, il pensiero filosofico sarebbe creatore, poiché coinciderebbe con l'atto creativo dell'assoluto. La dialettica invece si limita a ricostruire per via teorica il processo con cui l'io crea il mondo.
Fichte introdusse così nella filosofia la sequenza «tesi, antitesi, sintesi» usando una terminologia ripresa da Schelling nell'opera del 1795 L'io come principio della Filosofia o sul fondamento della conoscenza umana; l'Assoluto, anche per Schelling, è intuibile logicamente solo per via negativa, tramite il rapporto dialettico tra i due poli, Spirito e Natura, in cui esso si articola: lo slancio creativo che conduce dall'Uno al molteplice è infatti inconsapevole (oggetto di studio della filosofia della natura, in cui si ritrova la polarità dialettica dei fenomeni); il tentativo di acquisirne consapevolezza si ha nel cammino inverso (idealismo trascendentale) che si avvicina progressivamente all'assoluto senza tuttavia raggiungerlo mai del tutto, salvo che nel momento supremo dell'intuizione estetica (filosofia dell'arte), che ne coglie l'unità indifferenziata.

## Hegel

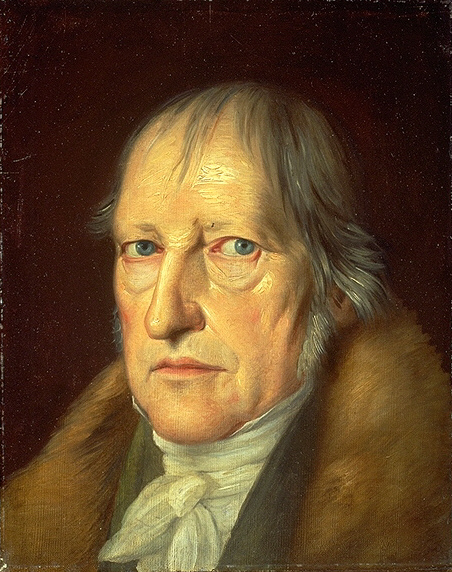
Georg Wilhelm Friedrich Hegel

Con Hegel la dialettica si trasformò da strumento filosofico nel fine stesso della filosofia. Diversamente dal neoplatonismo, Hegel assegnò alla dialettica una valenza positiva, anziché negativa: mentre presso i neoplatonici la dialettica serviva a ricondurre alla verità, ma quest'ultima ne restava al di sopra (a un livello trascendente e ben distinto da quella), Hegel fece coincidere la verità con la dialettica, cioè col divenire. Anche sul piano ontologico Hegel capovolse la prospettiva precedente: ora la dialettica non è più il processo con cui Dio negava (e occultava) sé stesso generando il mondo, bensì con cui afferma sé stesso, giungendo a coincidere col mondo e con la storia.

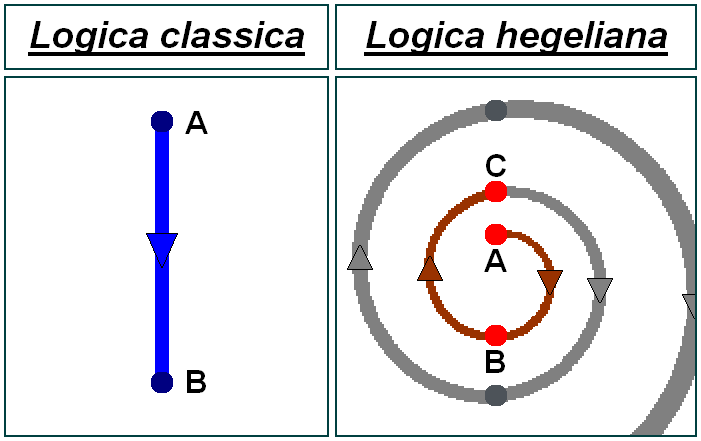
Mentre la logica classica partiva da un punto A del tutto a priori rispetto all'esito del ragionamento (B), nella dialettica hegeliana il flusso logico che va da A a B torna a convalidare la tesi iniziale in una sintesi onnicomprensiva (C).

Hegel concepiva l'essere (ossia la verità) a posteriori, come immanente o conseguente la razionalità conoscitiva: la contrapposizione logica esistente tra un concetto ed il suo contrario, anziché essere ricondotta ad un'unità originaria, per Hegel precede la loro esistenza, ne diventa la condizione ontologica. Egli in un certo senso riprese Eraclito affermando che ogni realtà scaturisce dal suo opposto: ad esempio, l'atto conoscitivo o gnoseologico che mette in rapporto dialettico X con Y, diventa anche un atto ontologico. In tal modo egli rinnegò la logica formale di non-contraddizione, che era quella classica e lineare enunciata da Aristotele, in favore di una nuova logica "sostanziale", che è insieme forma e contenuto. Per Hegel, nella sintesi finale ogni realtà è al tempo stesso il suo contrario: X coincide con Y, il nero coincide col bianco. Non ci sarebbe quindi bisogno di rifarsi a un principio trascendente: bianco e nero, nel nostro esempio, non scaturiscono da una superiore e comune Idea di Colore, ma scaturirebbero l'uno dall'altro, per dare luogo soltanto alla fine, attraverso la loro contrapposizione, all'Idea che li comprende. Ciò avviene secondo un procedimento a spirale caratterizzato dalla cosiddetta triade: tesi, antitesi e sintesi; conosciuti anche come i tre momenti dell'«in sé», «per sé», e «in sé e per sé». L'Assoluto non ne è all'origine ma alla fine, e scaturisce dalla mediazione dei due termini contrapposti.
In virtù di questo movimento triadico, l'Essere («tesi») non è più concepito come statico e autonomo ma, dovendo venir giustificato, trapassa nel divenire, diventando non-essere («antitesi»): la contraddizione tra essere e non-essere viene però superata dal momento della «sintesi», che è a sua volta la negazione della negazione (il divenire). Il non-essere, così, non è la negazione dell'Essere, ma un passaggio verso la sua affermazione.

### Le critiche di Schelling, Kierkegaard, Nietzsche

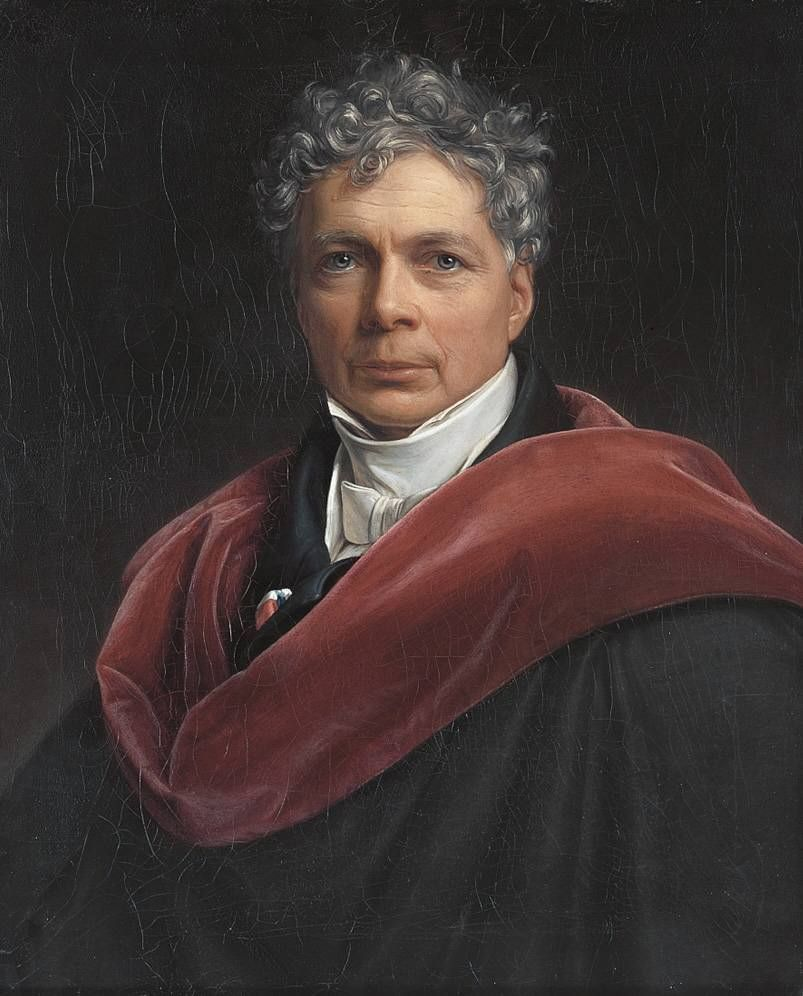
Schelling

Questo modo di intendere la dialettica fu contestato in particolare dall'ultimo Schelling, secondo cui Hegel scambiava per oggettivo ciò che invece è soggettivo: è la nostra percezione degli oggetti a scaturire dalla loro differenza e diversità, non gli oggetti stessi. Nel nostro esempio, la percezione soggettiva del bianco (X) scaturisce dal raffronto col nero (Y), ma non si può dire per questo che il bianco stesso scaturisce oggettivamente dal nero. Il pensiero dialettico può stabilire teoricamente il modo in cui qualcosa può esistere, ma non può sostituirsi all'Assoluto creatore.
Schelling concordava sul fatto che le contraddizioni della dialettica sono molto importanti, perché esse sono la molla del divenire, la ragione per cui Dio si fa storia e sconfigge le tenebre presenti nel Suo stesso fondo oscuro; ma questo per Schelling non vuol dire che siccome le contraddizioni sono importanti allora non c'è alcun bisogno di evitarle. Esse sono pur sempre un limite, rappresentano un elemento negativo, a cui è chiamata a fare da contraltare una filosofia positiva.
Anche Kierkegaard obiettò che la dialettica hegeliana riconciliava illusoriamente le contraddizioni della realtà nel momento della sintesi. Secondo Kierkegaard, tesi e antitesi non possono logicamente convivere in un et et («sia l'una che l'altra»), ma sono lacerate da contraddizioni insanabili in un drammatico aut aut («o l'una o l'altra»).
In Nietzsche analogamente, nonostante il suo confronto con Hegel sia raramente esplicitato nelle opere, prevale una radicale contestazione della dialettica hegeliana, da lui vista come una pretesa del pensiero di ridurre la caoticità della vita e del mondo entro categorie fisse e stabili. Nella sua seconda considerazione inattuale Nietzsche fa esplicito riferimento alla filosofia hegeliana, imputandole la responsabilità di quella "idolatria del fatto", tanto diffusa nella cultura tedesca, che nel tentativo di categorizzare e insieme giustificare il processo storico annienta la forza vitale propria di ogni uomo, e in particolare la sua volontà di potenza che sola può guidarne le azioni.

## Marx ed Engels

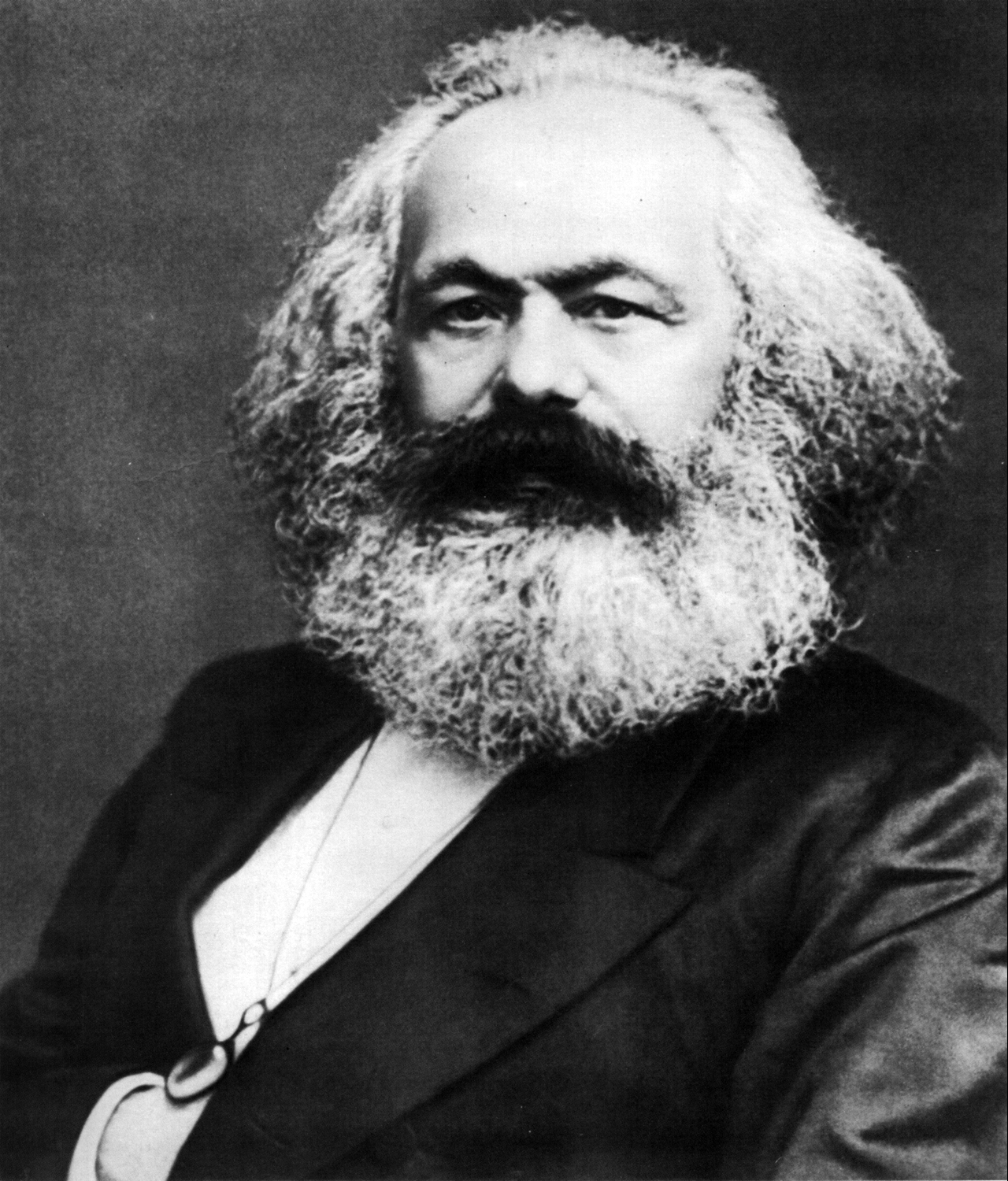
Marx

Di tenore diverso furono le critiche di Marx, che anzi applicò la dialettica hegeliana alla Storia affermando che questa scaturisce dalla lotta dinamica fra gli opposti. Le contrapposizioni della realtà non trovano conciliazione in un principio superiore (come ad esempio Dio), ma nella storia stessa, il cui esito finale, secondo Marx, non trascende le umane vicende, ma è immanente al raffronto dialettico tra le classi sociali, e in particolare tra la "struttura" economica (costituita dai rapporti materiali di produzione) e la "sovrastruttura" (gli apparati culturali che ne occulterebbero la vera natura).
Questo modo di concepire la filosofia della storia prese il nome di materialismo storico, riformulato da Engels come materialismo dialettico.
Con Friedrich Engels in particolare, il metodo dialettico hegeliano che Marx aveva inteso rimettere "con i piedi per terra", trasformandolo in uno strumento di lotta sociale e rivoluzionaria, trova un ulteriore campo di applicazione con la Dialettica della natura, da Engels enunciata ed elaborata ulteriormente nei suoi ultimi anni di vita.

## Schopenhauer
In polemica col dibattito filosofico precedente, Arthur Schopenhauer ha osservato che la logica ricerca la verità, ma la dialettica si interessa solo del discorso. L'unica dialettica veramente importante è dunque la dialettica eristica, ossia l'arte di ottenere ragione. Secondo Schopenhauer è più importante vincere la battaglia verbale, specie davanti ad un pubblico, piuttosto che dimostrare di aver ragione. Questo perché il pubblico potrebbe non essere interessato alla verità dell'argomento, ma solo allo scontro verbale, e quindi non avere la pazienza o la preparazione necessaria a seguire la dimostrazione. Per ottenere ragione, e vincere lo scontro, è dunque lecito utilizzare ogni argomento a favore: a tal fine Schopenhauer elenca 38 metodi derivati dai classici.

## Neoidealismo
Per Benedetto Croce la dialettica è essenzialmente storica, come in Hegel e Marx, ma il principio autentico della storia non è lo Spirito in sé, né la materia, bensì la libertà, o meglio lo spirito in quanto pensiero umano che ricerca la libertà.

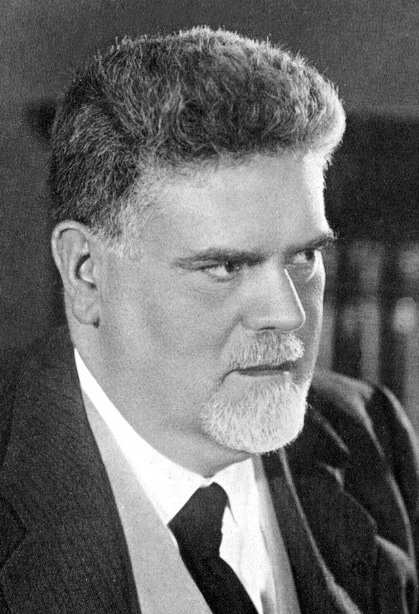
Giovanni Gentile

### Gentile
A differenza di Benedetto Croce, fautore dello storicismo assoluto o idealismo storicista, per cui tutta la realtà è storia e non passaggio all'atto in senso aristotelico, Giovanni Gentile apprezza di Hegel non tanto l'orizzonte storicista, quanto l'impianto idealistico fondato sulla coscienza, ovvero l'assunzione della coscienza come principio del reale, posizione che lo avvicina a Fichte. Anche secondo Gentile vi è un errore, in Hegel, nella valutazione della dialettica, ma in modo diverso da Croce: Hegel avrebbe lasciato nella sua dialettica forti residui della dialettica del «pensato», ovvero quella del pensiero determinato e delle scienze. Per Gentile, invece, solo nel «pensare in atto» si esprime l'autocoscienza che tutto comprende, mentre il «pensato» è un fatto illusorio.
L'attualismo di Gentile si propone pertanto di riformare la dialettica idealista, con l'aggiunta della teoria dell'atto puro e l'esplicazione del rapporto tra «logica del pensare» e «logica del pensato».

## Teologia dialettica ed esistenzialismo
Come reazione agli esiti del panlogismo hegeliano, in ambito teologico sono prevalse nuove tendenze volte a riaffermare l'assoluta trascendenza di Dio, intendendolo secondo una terminologia ripresa da Søren Kierkegaard e Rudolf Otto come l'«infinita differenza qualitativa» e il totalmente Altro rispetto all'uomo.
La cosiddetta teologia dialettica, in cui si esprime questo indirizzo teologico a partire da Karl Barth, si premura di sottolineare che ci si può riferire a Dio solo «dialetticamente», cioè per contrapposizione, ossia unicamente riconoscendo l'insanabile contrasto esistente tra Lui e il mondo, per via dell'abissale alterità che sussiste tra queste due dimensioni. Il termine dialettica non va quindi inteso in senso hegeliano come conciliazione di tesi e antitesi in una sintesi comune, bensì al contrario nel suo originario significato neoplatonico, tipico della teologia negativa, basato sul criterio della polarità e della reciproca opposizione.
Il corrispettivo filosofico della teologia dialettica è la differenza ontologica, il divario fondamentale che per Heidegger sussiste fra l'ente e l'Essere. Per Heidegger Dio si rivela anche e soprattutto nella storia, nel suo «darsi» nel tempo, ma il suo rivelarsi è al contempo un ritrarsi: come la luce che non vediamo direttamente, ma solo in quanto rende visibili gli oggetti, così l'Essere rimane nascosto dietro quel che fa apparire. Per via di questo nascondimento, l'Essere è stato progressivamente confuso con gli enti e reso dialettico. Già con Platone avrebbe avuto inizio il tentativo di oggettivarlo, sebbene costui lo identificasse ancora con l'ente sommo situato al di sopra della dialettica. Con Hegel infine si è avuto il culmine di quel modo di pensare che di fatto ha estromesso l'ontologia dalla filosofia, sancendo il primato definitivo della metafisica e del "sistema".

### Sartre
Diverso dall'esistenzialismo di Heidegger è quello di Jean-Paul Sartre, filosofo di orientamento ateo e marxista, la cui Critica della ragione dialettica segna la sua adesione comunismo, pur non essendo allineata alla dottrina sovietica. Sartre riconosce all'uomo una libertà assoluta e incondizionata, che si esplica però in forma dialettica, la cui soggettività è cioè dipendente dall'oggettività socioambientale come suo "campo delle possibilità": una libertà così divenuta condizionata perché in rapporto a un ampio sottofondo di necessità. Con l'assunzione teorica del materialismo storico marxiano, è il regno del "pratico-inerte" (l'essenza della materia) a imporsi, a dominare, a determinare la necessità e ad imporla anche all'uomo.
Sartre accetta pienamente il pensiero di Marx, ma non il materialismo dialettico di Engels, che ha finito per risolversi in un determinismo a senso unico; prospettando l'evoluzione della natura e della storia verso un Fine, la dialettica marxista si è tramutata in un dogma, un sapere acritico, un assoluto in sé. La realtà dell'uomo è invece quella di essere un per sé, proiettato al di là di sé stesso, alla ricerca di un valore fondante che tuttavia non può trovare, essendo egli un Dio mancato.
Recentemente, alcuni pensatori post-sartriani come Lucien Sève, Jean-Marie Brohm, hanno rimesso in auge la dialettica ma in maniera filosofica nello stretto quadro dell'azione umana, la prassi, rigettando la dialettica della natura positivista e l'esistenza di leggi scientifiche determinate naturalmente ed esistenti al di fuori dell'azione umana.

## La dialettica negativa di Adorno
Un'interpretazione del marxismo in chiave anti-teleologica è presente anche in Theodor Adorno, filosofo proveniente dalla scuola di Francoforte, per il quale la dialettica è da accogliere nella sua portata prettamente negativa, nel senso che va utilizzata per rendere manifeste le disarmonie che permeano il reale, e non deve cercare di auto-fondarsi.
Se intesa in tal senso, la dialettica può servire come chiave di comprensione delle contraddittorie dinamiche sociali che sono oggetto di studio della sociologia, disciplina che Adorno tendeva a distinguere dalle scienze naturali per via della diversità del metodo adottato, il quale consisterebbe appunto in quello «dialettico» per la prima, e nella logica deduttiva per le seconde. Questa distinzione condusse Adorno, in occasione del Congresso di Tubinga del 1961 sulla Logica delle scienze sociali, ad una polemica nei confronti dell'epistemologo Karl Popper, il quale viceversa sosteneva l'impossibilità di affrontare le tematiche sociologiche con un metodo diverso da quello delle altre scienze. Popper respinse le accuse di essere un «positivista», sostenendo anzi di tenere in grande considerazione le contraddizioni e la loro portata negativa, ma contestava il fatto che tali contraddizioni possano essere accolte e accettate come un dato di fatto, cioè come immanenti alla storia, mentre in realtà dovrebbero servire a testimoniare l'incoerenza di una teoria e a falsificarla. Hegel e Marx invece, e così i loro epigoni come lo stesso Adorno, sostenendo che la realtà è intimamente contraddittoria, si sono sottratti ad ogni logica e quindi, al rischio stesso di poter essere confutati dai fatti.

## Elenco per autori dei testi dedicati al metodo dialettico
Alcuni autori che hanno scritto trattati sulla Dialettica:
- Aristotele (Topici)
- Pietro Abelardo (Dialettica)
- Agostino d'Ippona (De Dialectica)
- Marziano Capella (Le nozze di Filologia e Mercurio, Libro IV: La Dialettica)
- Giovanni Buridano (Summulae de Dialectica)
- Pietro Ramo (Dialectica)
- Lorenzo Valla (Repastinatio dialectice et philosophie)
- Rudolf Agricola (De Inventione Dialectica Libri Tres)
- Georg Wilhelm Friedrich Hegel (Scienza della logica)
- Arthur Schopenhauer (L'arte di ottenere ragione esposta in 38 stratagemmi)
- Friedrich Schleiermacher (Dialettica)
- Friedrich Engels (Anti-Dühring, Dialettica della natura)
- Jean-Paul Sartre (Critica della ragione dialettica)
- Theodor Adorno (Dialettica negativa)

### Testi
- Pietro Abelardo, Dialettica dell'amore, a cura di P. Cereda, Piemme, 1999 ISBN 88-384-2874-3
- Theodor W. Adorno, Dialettica negativa, a cura di S. Petrucciani, trad. di P. Lauro, Einaudi, 2004 ISBN 88-06-17065-1
- Agostino d'Ippona, Il maestro e la parola. Il maestro, la dialettica, la retorica, la grammatica. Testo latino a fronte, a cura di M. Bettetini, Bompiani, 2004 ISBN 88-452-3271-9
- Giovanni Gentile, La riforma della dialettica hegeliana, Le Lettere, 1954
- Scoto Eriugena, De praedestinatione liber. Dialettica e teologia all'apogeo della rinascenza carolingia, a cura di E. S. Mainoldi, Sismel editore, 2003 ISBN 88-8450-040-0

### Studi
- Inos Biffi e Costante Marabelli (a cura di), La fioritura della dialettica, X-XII secolo, Milano, Jaca Book 2008
- André Cantin, Fede e dialettica nell'XI secolo, trad. di F. Ferri, Jaca Book, 1996 ISBN 88-16-43304-3
- Orlando L.Carpi, "Hegel, Il Logos dell'Occidente", Milano, Panozzo, 2002.
- Giulio D'Onofrio, Fons scientiae. La dialettica nell'Occidente tardo-antico, Liguori, 1986 ISBN 88-207-0879-5
- Giuseppe Duso, Contraddizione e dialettica nel pensiero fichtiano, Argalia editore, 1974
- Raffaello Franchini, Le origini della dialettica, riedizione a cura di Francesca Rizzo, Rubbettino, Soveria Mannelli 2006
- Giancarlo Galassi, Virginia Vitali, La Dialettica dalle origini a Platone, Quattroventi editore, 2009 ISBN 88-392-0857-7
- Enrico Giorgio, Ontologia dialettica. Essere e nulla nella logica di Hegel, ETS, 2001 ISBN 88-467-0454-1
- Elena Gritti, Proclo. Dialettica, anima, esegesi, LED edizioni universitarie, 2008 ISBN 88-7916-385-X
- Hans Krämer, Dialettica e definizione del Bene in Platone, introduzione di Giovanni Reale, traduzione di E. Peroli, Vita e Pensiero, Milano 1996
- Marco Laffranchi, Dialettica e filosofia in Lorenzo Valla, Vita e Pensiero, 1999 ISBN 88-343-0193-5
- Michele Malatesta, Dialettica e logica formale, Liguori editore, 1982 ISBN 88-207-1145-1
- Diego Marconi, La formalizzazione della dialettica. Hegel, Marx e la logica contemporanea, Rosenberg & Sellier, 1979 ISBN 88-7011-088-5
- Carlo Michelstaedter, Il prediletto punto d'appoggio della dialettica socratica e altri scritti, a cura di G. Franchi, Mimesis, 2000 ISBN 88-87231-71-0
- Maurizio Migliori, Dialettica e verità. Commentario filosofico al «Parmenide» di Platone, Vita e Pensiero, 2000 ISBN 88-343-0289-3
- Costanzo Preve, Storia della dialettica, Petite Plaisance, 2006
- Cristina Rossitto, Studi sulla Dialettica in Aristotele, Bibliopolis, Napoli 2000
- Pasquale Salvucci, Dialettica e immaginazione in Fichte, Argalia editore, 1963
- Livio Sichirollo, Antropologia e dialettica nella filosofia di Platone, Veronelli, Milano 1957
- Sergio Sorrentino, Terrence N. Tice, La dialettica nella cultura romantica, Carocci, 1996 ISBN 8843004409
- Friedrich Adolf Trendelenburg, Il metodo dialettico, Il Mulino, Bologna 1990 ISBN 978-88-15-02934-8
- Mauro Tulli, Dialettica e scrittura nella VII Lettera di Platone, Giardini editore, 1989 ISBN 88-427-0572-1
- Cesare Vasoli, La Dialettica e La Retorica dell'Umanesimo. "Invenzione" e "Metodo" nella cultura del XV e XVI secolo, La Città del sole, Napoli 2007, nuova edizione riveduta (1ª ed. Milano, Feltrinelli, 1968)
- Valerio Verra, Dialettica e filosofia in Plotino, Vita e Pensiero, Milano 1993 ISBN 88-343-0547-7
- Valerio Verra, La dialettica nel pensiero contemporaneo, Il Mulino, Bologna 1976